# Theodor Fontane
Theodor Fontane, egentlig Henri Theodore Fontane (født 30. december 1819 i Neuruppin, død 20. september 1898 i Berlin) var en tysk apoteker og forfatter. Han var en førende repræsentant for den poetiske realisme og betragtes som en mester indenfor denne genre.
Henri Theodore Fontane tilhørte en huguenottisk familie og var søn af apotekeren Louis Henri Fontane.

## Biografi
Uddannelse
Fontane studerede ved Neuruppin Gymnasium mellem 1832 til 1833 og skiftede derefter til Gewerbeschule i Berlin (1833) hvor han boede med sin onkel. Dette studie blev afbrudt i 1836 hvor han startede i lære som apoteker i Berlin (1836-1840). Han udgav sin første tekst i 1839 og blev i det samme år færdig med sin uddannelse og begyndte at arbejde i Burg hvor han også begyndte at skrive sine første digte.
Liv og arbejde
Fontane skrev sig op i den preussiske hær i 1844, der sendte ham på mange rejser til England og vækkede hans interesse i gamle engelske ballader.
Fontane stoppede med at arbejde som apoteker i 1849 og blev fuldtids journalist og forfatter.
Frem til 1859 arbejdede Fontane som "Freier Mitarbeiter" i et ministerium. Fra 1855 til 1859 levede han i England, hvor han var korrespondent for den preussiske regerings pressetjeneste under de preussiske krige.
Fra 1860 til 1870 var han ansat som redaktør ved Berliner "Kreuz-Zeitung". Fra 1870 til 1889 var Fontane teaterkritiker ved die Vossische Zeitung, hvilket hjalp til hans udvikling som forfatter.
Endvidere var han fra 1876 Sekretær for Akademie der Künste Berlin og sideløbende forfatter.
Fontane begyndte først at arbejde i den genre han er kendt for i en alder af 57. Værker som Vor dem Sturm (1878) var fulgt af en serie af romaner om det moderne liv. Det var dog ikke før Irrungen Wirrungen (Da: Lene, 1888), Frau Jenny Treibel (1892) og Effi Briest (1895) at han fandt sin egen tone. Sidstnævnte er blevet bearbejdet som film og romanen bliver stadig læst og brugt i undervisningsverdenen over. Disse romaner gav indsigt i adelens liv og den almene mand. Hans sidste roman, Der Stechling (1897) implementerede de realistiske metoder og den sociale kritik fra fransk litteratur, til den preussiske dagligdag.
Fontanes romaner bryder med 1800-tallets dannelsesroman og skildrer både sprogligt og psykologisk præcist særligt familiekonflikter i samfundets herskende lag. De viser en ændring i normer og værdier. Theodor Fontane siges også at have påvirket bl.a. Thomas Mann og Hermann Broch.

## Irrungen, Wirrungen og Effi Briest
Irrungen, Wirrungen, 1888:
Romanen foregår i Berlin i slutningen af det 19. århundrede og den handler om et kærlighedsforhold mellem den adelige Baron Botho von Rienäcker og skræddersken Magdalene Nimptsch. Det er et forhold, som ikke kan lade sig gøre på grund af forskellen mellem deres sociale stand. Magdalene - som alle kalder Lene - er klar over, at forholdet ikke kan lade sig gøre.
Botho skal i stedet giftes med sin rige kusine Käthe von Sellenthin, fordi familien von Rienäcker derigennem vil kunne forbedre sin økonomiske situation. Lene og Botho tilbringer en nat sammen på et hotel, men presses alligevel af sin mor til at gifte sig med kusinen.
Botho bryder derfor sit forhold til Lene, som reagerer med forståelse, eftersom hun har forventet, at det ville ske.
Efter Botho har giftet sig, må han konstatere, at hustruen er overfladisk, og at han aldrig kommer til at elske hende som Lene.
Da Lene en dag ved en tilfældighed møder Botho og dennes hustru, beslutter hun at flytte fra bydelen. Efter flytningen lærer hun fabrikanten Gideon at kende, som gifter sig med hende på trods af, at hun har fortalt ham om det tidligere forhold til Botho.
Da Botho sammen med Käthe læser Lene og Gideons bryllupsbekendtgørelse, må han over for sig selv indse, at Gideon er et bedre menneske end han selv er.
Kilde: https://www.inhaltsangabe.de/fontane/irrungen-wirrungen/
Effi Briest, 1895:
Effi Briest handler om den unge 17-årige pige, Effi, som giftes bort til den dobbelt så gamle baron von Innstetten. Effi bliver behandlet som et barn af sin ægtefælle, og på grund af Innstettens mange tjenesterejser foregår Effis liv i stor ensomhed langt væk fra familien. Effi har en flygtig affære med en officer. Da Effis ægtefælle - Baron von Innstetten mange år senere finder kærlighedsbreve og derigennem opdager, at Effi har haft en affære, er æresbegrebet det vigtigste, og han er ude af stand til at tilgive Effi. Han slår den forhenværende elsker ihjel i en duel og lader sig skille fra Effi. Effi foragtes af samfundet og forstødes af sin familie. Først tre år senere er forældrene atter klar til at tage kontakt til Effi, som nu syg og døende.
Filmatiseringer
- 1974 - filmatiseret af Reiner Werner Fassbinder med Hanna Schygulla som Effi Briest
- 2009 - filmatiseret af Hermine Huntgeburth med Julia Jentsch som Effi Briest (I denne version er slutningen dog ændret betragteligt sammenholdt med romanen)